# Virginia Marini
Pour les articles homonymes, voir Marini.
Virginia Marini (née le 7 février 1844 à Alexandrie dans le Piémont en Italie, morte le 25 juin 1918 à Rome) est une actrice italienne.
Actrice de théâtre de renom, elle se produit sur les plus grandes scènes italiennes de la fin du XIXe siècle. Elle est considérée comme l'égale des plus grandes actrices de son temps, comme Eleonora Duse, Giacinta Pezzana ou Sarah Bernhardt.
L'actrice est acclamée pour son talent, en particulier sa diction parfaite. Elle est appelée à Rome par le Ministère de l'instruction publique (it) pour prendre la tête de l'Académie nationale Sainte-Cécile, école nationale d'art dramatique.